# Koos de Haas
Koos Marinus ("Koos") de Haas (Amsterdam, 10 september 1889 – Den Haag, 30 september 1966) was een Nederlands roeier. Eenmaal nam hij deel aan de Olympische Spelen, maar won bij die gelegenheid geen medaille. 
Op de Olympische Spelen van 1920 in Antwerpen maakte hij op 30-jarige leeftijd zijn olympisch debuut op het roeionderdeel dubbeltwee. De roeiwedstrijden vonden plaats op het kanaal van Willebroek, vlak bij Brussel, tussen het domein "Drie Fonteinen" te Vilvoorde  en de cokesfabriek "Marly" te Neder-Over-Heembeek. Met zijn roeipartner Bastiaan Veth strandde hij in de halve finale met een tijd van 7.24,8. Ze verloren van de Amerikanen John Kelly Sr en Paul Costello, de latere winnaars van de gouden medaille.
De Haas was aangesloten bij roeivereniging De Amstel in Amsterdam en later bij Poseidon. Van beroep was hij variété-artiest.

## Palmares

### roeien (vier zonder stuurman)
- 1920: ½ fin. OS - 7.24,8

Koos de Haas · 
Bastiaan Veth